# Héricourt
Héricourt ist eine französische französische Stadt im Département Haute-Saône in der Region Bourgogne-Franche-Comté. Sie gehört zu den Kantone Héricourt-1 und Héricourt-2 im Arrondissement Lure. Héricourt ist die zweitgrößte Stadt des Départements Haute-Saône und ein Industriestandort im Agglomerationsraum Belfort-Montbéliard.
Sie entstand mit Wirkung vom 1. Januar 2019 als Commune nouvelle durch die Zusammenlegung der bisherigen Gemeinden Héricourt und Tavey. Den Status einer Commune déléguée in der neuen Gemeinde erhielten Tavey und die bereits seit 1973 mit Héricourt als Commune associée verbundene ehemaligen Gemeinden Bussurel und Byans. Der Verwaltungssitz befindet sich im Héricourt.

## Geographie
Héricourt liegt auf einer Höhe von 330 m über dem Meeresspiegel, etwa acht Kilometer nördlich der Stadt Montbéliard und zehn Kilometer südwestlich von Belfort (Luftlinie). Die Stadt erstreckt sich im westlichen Abschnitt der Burgundischen Pforte, in einem Talbecken beidseits der Lizaine, am Südfuß des Mont Vaudois.
Die Fläche des 21,04 km² großen Gemeindegebiets umfasst einen Abschnitt im Bereich der Burgundischen Pforte. Der zentrale Teil des Gebietes wird vom Becken von Héricourt eingenommen, das einen Durchmesser von ungefähr drei Kilometern aufweist und durchschnittlich auf 340 m liegt. Dieses mit Sedimenten, sogenannten Alluvionen gefüllte Becken bildet das Hauptsiedlungsgebiet von Héricourt. Es wird von Nordwesten nach Südosten von der Lizaine durchflossen, die für die Entwässerung über den Allan zum Doubs sorgt. In das Talbecken münden von Westen der Ruisseau de l’Étang und der Ruisseau des Épenottes, von Osten der Ruisseau de Brévilliers.
Das Becken von Héricourt wird im Süden und Osten von Anhöhen und Plateaus flankiert, die überwiegend bewaldet sind und den Talboden um maximal 100 m überragen. Sie bestehen zur Hauptsache aus Kalkgesteinen der oberen Jurazeit. Im Osten befinden sich der Bois du Salamon (385 m) und der Bois du Mont Dannin (443 m), im Süden die Höhen von Vyans. Im Nordwesten wird das Becken durch die Höhenrücken einer widerstandsfähigen Kalkschicht der mittleren Jurazeit begrenzt, die auf ihrer Nordseite steil abfallen. Die nördliche Gemeindegrenze verläuft auf dem Kamm dieser Höhen; westlich des Lizainetals der Grand Bois (495 m), östlich davon der Mont Vaudois, auf dem mit 541 m die höchste Erhebung von Héricourt erreicht wird.
Nach Südosten erstreckt sich das Gemeindeareal das Lizainetal hinunter bis fast an den Stadtrand von Montbéliard. Das Tal besitzt einen maximal ein Kilometer breiten, flachen Talboden, durch den die Lizaine mäandriert. Es wird von plateauartigen Höhen flankiert, die bis 400 m über dem Meeresspiegel erreichen.

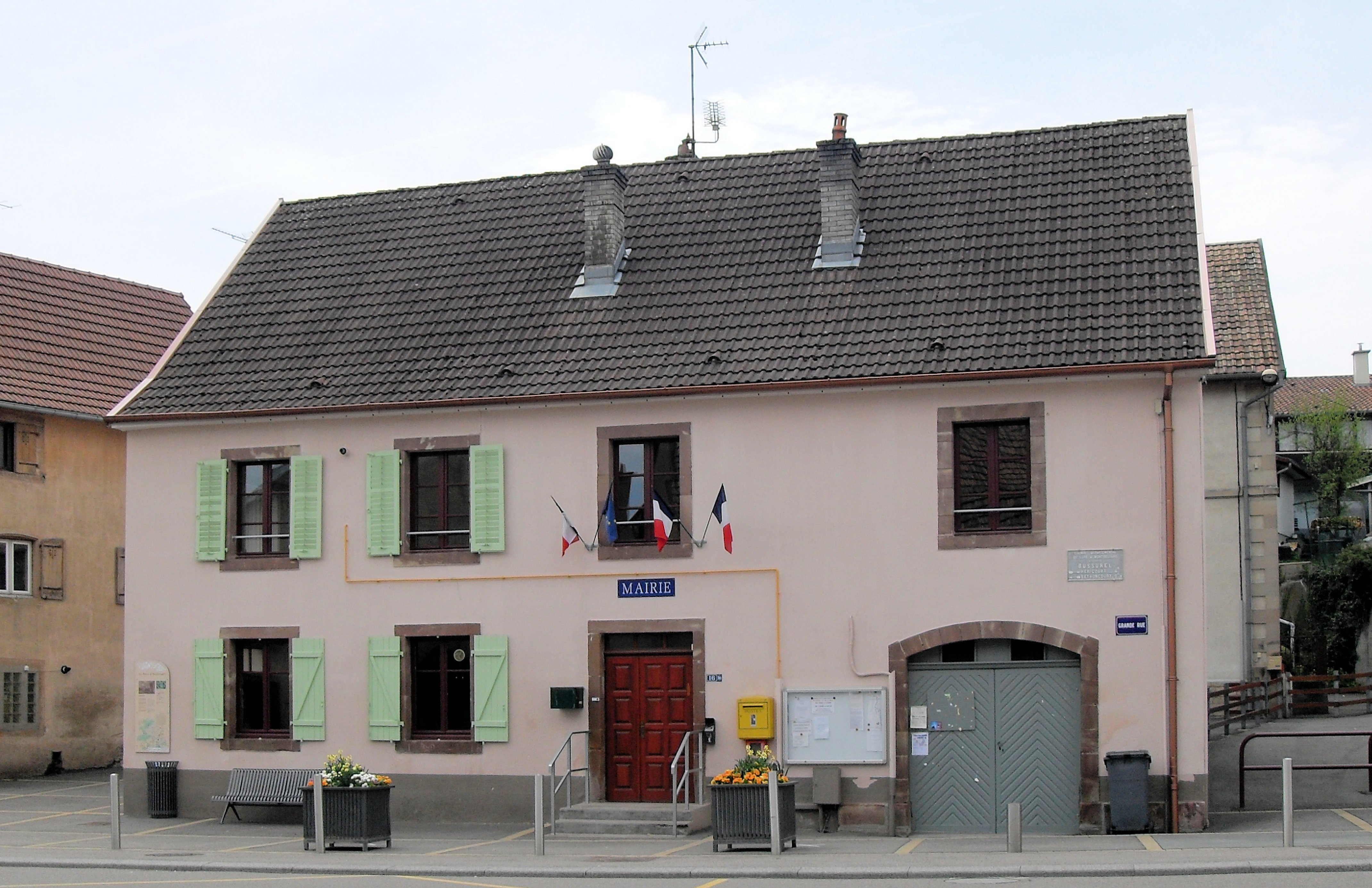
Ehemaliges Rathaus im Ortsteil Bussurel

Zu Héricourt gehören mehrere Siedlungen und Weiler, nämlich:
- Cité des Chenevières (350 m), Quartier am nördlichen Stadtrand
- Cité Dollfus (335 m), Quartier am südlichen Stadtrand
- La Tuilerie (340 m) am Ruisseau de l’Étang am westlichen Stadtrand
- Saint-Valbert (338 m) an der Lizaine zwischen den Höhen von Grand Bois und Mont Vaudois
- Byans (345 m), 1972 eingemeindet, am Ruisseau de l’Étang am Südfuß des Grand Bois
- Bussurel (328 m), 1972 eingemeindet, Straßenzeilendorf im Tal der Lizaine zwischen Héricourt und Montbéliard

Nachbargemeinden von Héricourt sind Couthenans, Luze und Échenans-sous-Mont-Vaudois im Norden, Brevilliers im Osten, Bethoncourt, Laire, Montbéliard und Vyans-le-Val im Süden sowie Verlans und Coisevaux im Westen.

## Geschichte

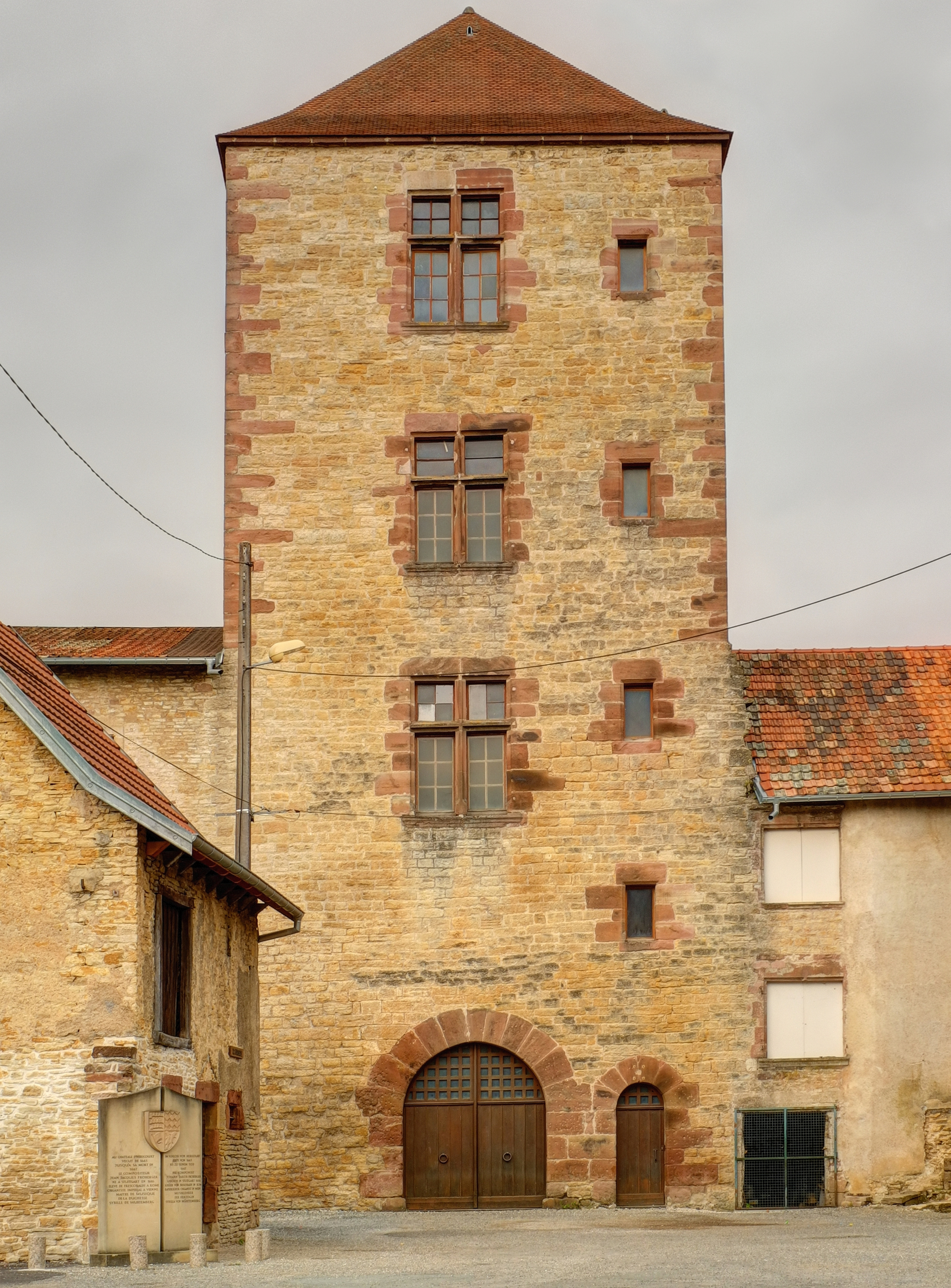
Héricourt, Turm der ehemaligen Burg

Das Gemeindegebiet von Héricourt war schon sehr früh besiedelt. Zeugen einer Besiedlung während der gallorömischen Zeit sind Überreste eines Refugiums und mehrere Tumuli auf dem Mont Vaudois, eines römischen Landgutes bei Bussurel und einer Römerstraße bei Saint-Valbert. Aus burgundischer Zeit wurde ferner ein Gräberfeld bei Saint-Valbert entdeckt.
Die erste urkundliche Erwähnung von Héricourt erfolgte im Jahr 1173 unter dem Namen Oyricourt. Der Ortsname setzt sich vermutlich aus den Wortbestandteilen oroe (Grenze) und curtis (Hof) zusammen. Bereits seit 1282 ist die Schreibweise Hericourt überliefert. Die Siedlung Héricourt entwickelte sich an der Straße vom Burgund in den Sundgau. Gegen Ende des 12. Jahrhunderts wurde die erste Burg erbaut, und Héricourt wurde damit zum Burgflecken. Im 14. Jahrhundert erhielt das Städtchen Freiheitsrechte. Die Herrschaft Héricourt befand sich zunächst unter der Oberhoheit der Herzöge von Burgund, ging aber durch eine Erbschaft 1397 an die Grafen von Mömpelgard über.
Héricourt war im Lauf der Geschichte oftmals Schauplatz von Kämpfen und Schlachten. Am 11. November 1425 wurde die Stadt vom Fürstbischof von Basel eingenommen und dabei in Mitleidenschaft gezogen. Mit der Schlacht bei Héricourt kam es im November 1474 zu den ersten militärischen Auseinandersetzungen zwischen Karl dem Kühnen von Burgund und den Eidgenossen. Mit der Einführung der Reformation wurde Héricourt um 1565 protestantisch. 1676 wurde Héricourt von Truppen des französischen Königs Ludwig XIV. annektiert und besetzt, die hier bis 1697 stationiert blieben. Das Städtchen verblieb danach aber unter der Oberhoheit des Fürstentums Montbéliard, bevor es 1748 vertraglich endgültig an die französische Krone kam. In dem betreffenden Vertrag hatte Frankreich dem bisherigen Landesherrn, dem Herzog von Württemberg, u. a. die Wahrung des status quo der lutherischen Kirche zugesichert. Nach der Französischen Revolution wurde Héricourt dem neu gebildeten Département Haute-Saône zugeteilt und somit politisch-administrativ definitiv von der Region Montbéliard getrennt.
Eine erste Gebietsveränderung erfuhr Héricourt 1808, als Saint-Valbert, das im Mittelalter Standort eines im Jahr 985 erwähnten, von Luxeuil abhängigen Benedikterpriorats war, eingemeindet wurde. Im Deutsch-Französischen Krieg war das Gebiet um Héricourt einer der Schauplätze der Schlacht an der Lisaine, die vom 15. bis zum 17. Januar 1871 dauerte. Im Anschluss daran wurde auf dem Mont Vaudois von 1874 bis 1877 das Fort errichtet, das zum Befestigungsgürtel von Belfort und Montbéliard und zum Schutz des Flachlandes der Burgundischen Pforte gehörte. Auch während des Zweiten Weltkrieges war die Stadt umkämpft. Im Juni 1940 wurde sie bei Luftangriffen in Mitleidenschaft gezogen und die Textilfabrik zerstört. Danach war Héricourt von deutschen Truppen besetzt, bis es am 18. November 1944 nach heftigen Kämpfen und starkem Beschuss des Fort du Mont Vaudois wieder in die Hände der französischen Truppen gelangte.
Schon im Lauf des 18. Jahrhunderts entwickelte sich das ehemalige Agrarstädtchen zu einem Industriestandort, wobei es zunächst vor allem von der Textilindustrie, später auch von der Metallverarbeitung geprägt war. Mit der Eröffnung der Bahnlinie von Belfort nach Montbéliard wurde Héricourt 1858 an das französische Eisenbahnnetz angeschlossen. Zu einer weiteren Gebietsveränderung kam es zu Silvester 1972 mit der Eingliederung der ehemals selbständigen Gemeinden Byans und Bussurel nach Héricourt. Seit 2001 ist Héricourt Verwaltungssitz des Gemeindeverbandes Pays d’Héricourt.

## Bevölkerungsverteilung und -entwicklung
| Héricourt00 | 70285 | 18,08 | 320–541 | 3.770  | 6.230  | 6.794  | 7.160  | 7.485  |
| Tavey       | 70497 | 2,96  | 336–448 | 214    | 248    | 203    | 215    | 250    |
| Bussurel    | 70108 | *)    |         | 342    | 267    | 289    | 352    | 398    |
| Byans       | 70110 | *)    |         | 147    | 125    | 101    | 99     | 104    |
| Héricourt   | 70285 | 21,04 |         | 04.473 | 06.870 | 07.387 | 07.826 | 08.237 |

*) Die Fläche der beiden ehemaligen Gemeinden ist in der Fläche Héricourts bereits enthalten.
Am 31. Dezember 1972 wurden die Gemeinden Bussurel und Byans nach Héricourt eingemeindet.
| Héricourt00 | 70285 | 8.578  | 10.014 | 9.742  | 10.133 | 10.361 | 10.547 | 10.239 | 9.896  | 10.142 |
| Tavey       | 70497 | 275    | 360    | 337    | 330    | 394    | 407    | 471    | 496    | 504    |
| Héricourt   | 70285 | 08.853 | 10.374 | 10.079 | 10.463 | 10.755 | 10.954 | 10.710 | 10.392 | 10.646 |

RP: Recensement de la population (Volkszählung, Census)

Die (Gesamt-)Einwohnerzahlen der Gemeinde Héricourt wurden durch Addition der einzelnen Ortsteile, d. h. der bis Ende 2018 selbständigen Gemeinden ermittelt.
Mit 10.525 Einwohnern (1. Januar 2022) ist Héricourt die zweitgrößte Stadt des Départements Haute-Saône. Eine erste Phase mit hohen Zuwachsraten verzeichnete Héricourt im letzten Viertel des 19. Jahrhunderts, als sich die Bevölkerungszahl innerhalb von rund 25 Jahren verdoppelte. In der ersten Hälfte des 20. Jahrhunderts gab es zwar verschiedene wirtschaftlich bedingte Schwankungen, doch bewegte sich die Einwohnerzahl stets im Bereich zwischen 5500 und 6800 Personen. Ein erneutes kontinuierliches Wachstum setzte etwa ab 1950 ein. Mit der Eingemeindung von Byans (1968: 104 Einwohner) und Bussurel (1968: 398 Einwohner) stieg die Einwohnerzahl 1972 sprunghaft an. Die rasche Zunahme hielt durch die 70er Jahre hindurch an, so dass 1982 erstmals die Grenze von 10.000 Personen überschritten wurde. Danach gab es eine Stagnation und schließlich trat ein Rückgang ein, der jedoch mit 3 % verglichen mit anderen Gemeinden des Beckens von Montbéliard relativ gering ausfiel. Seit Beginn der 1990er Jahre ist wieder eine leicht steigende Tendenz zu beobachten.

## Wirtschaft und Infrastruktur
Héricourt war schon früh ein vorwiegend durch Handel und Gewerbe geprägtes Städtchen, in dem auch die Produkte des landwirtschaftlichen Umlandes verarbeitet und vertrieben wurden. Heute steht Héricourt als Industriestandort zwar etwas im Schatten der weitaus größeren Nachbarn Montbéliard und Belfort, doch weist es eine gut ausgebaute Infrastruktur auf und nimmt zentralörtliche Funktionen für das nähere Umland wahr.
Alteingesessene Industrie und Gewerbe nehmen den Platz südlich und östlich des Stadtzentrums ein. Weitere, seit etwa 1950 geschaffene Industrie- und Gewerbezonen befinden sich in Bahnhofsnähe und entlang der Hauptverkehrsachsen, insbesondere an der Straße nach Belfort. In Héricourt sind viele verschiedene Industriezweige vertreten: Metallverarbeitung (Oxycoupage), Maschinenbau und Mikromechanik, Oberflächenbehandlung, Baugewerbe, Transportgewerbe und Feinmechanik. Zahlreiche weitere Arbeitsplätze gibt es im tertiären Sektor, in Supermärkten, zahlreichen Einzelhandelsgeschäften, im Gastgewerbe sowie in der Verwaltung, im Banken- und Versicherungswesen.
Die Stadt verfügt über zwei Collèges, ein Gymnasium, ein Berufsschulzentrum, eine Musikschule und ist Standort eines Kulturzentrums und weiterer kultureller Einrichtungen.
Héricourt ist verkehrstechnisch gut erschlossen. Es liegt an der abschnittsweise autobahnähnlich ausgebauten Hauptstraße D438, die von der Autobahn A36 bei Belfort nach Lure führt. Durch eine Ortsumfahrung ist der Stadtkern vom Durchgangsverkehr entlastet. Der nächste Anschluss an die Autobahn A36 befindet sich in einer Entfernung von ungefähr 10 km. Weitere überregionale Straßenverbindungen bestehen mit Montbéliard, L’Isle-sur-le-Doubs und Villersexel. Héricourt besitzt einen Bahnhof an der Eisenbahnstrecke Dole–Montbéliard–Belfort. Die Stadt ist mit den umgebenden Ortschaften durch Buslinien verbunden.

## Sehenswürdigkeiten

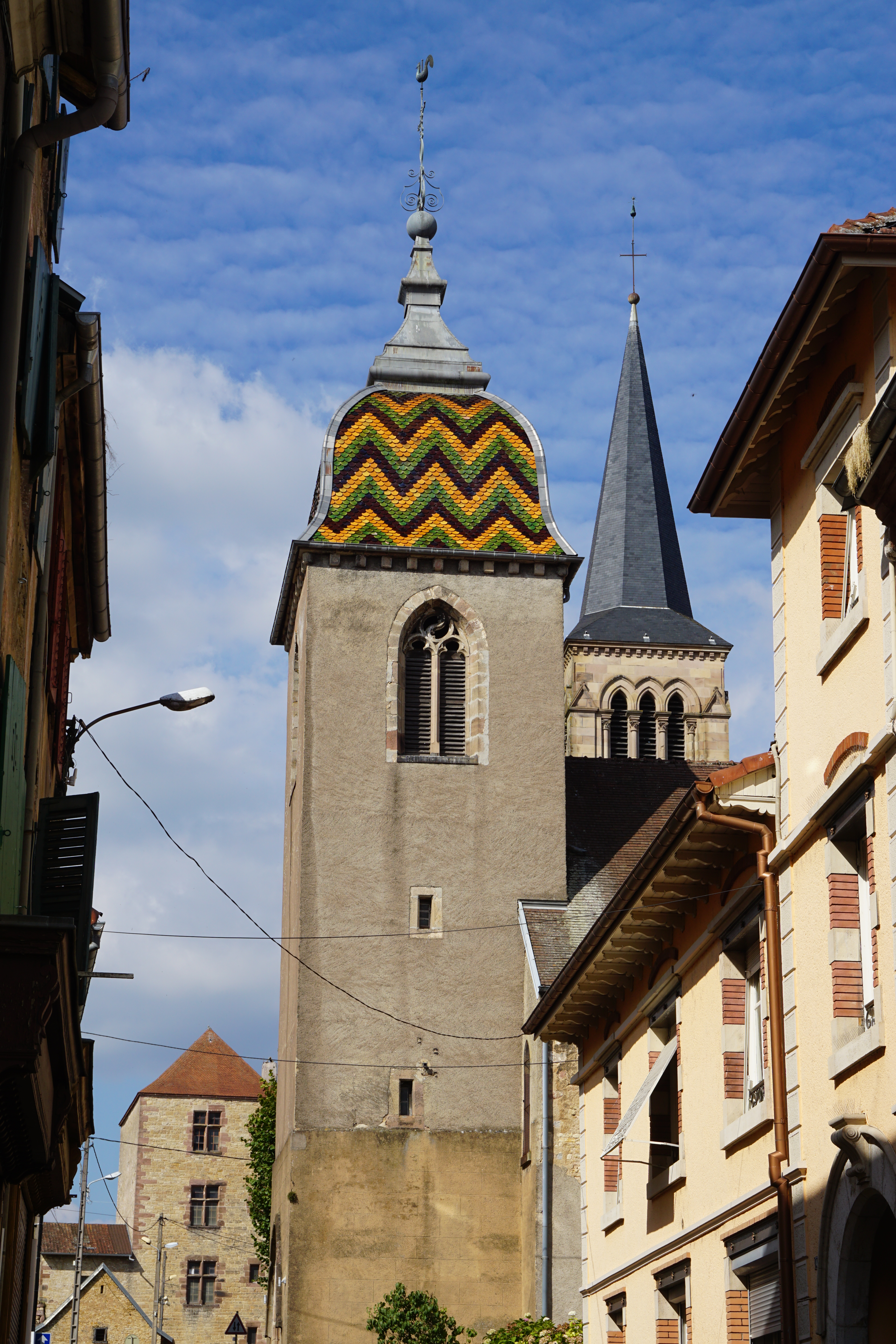
Türme, vorn der lutherischen, hinten der katholischen Kirche

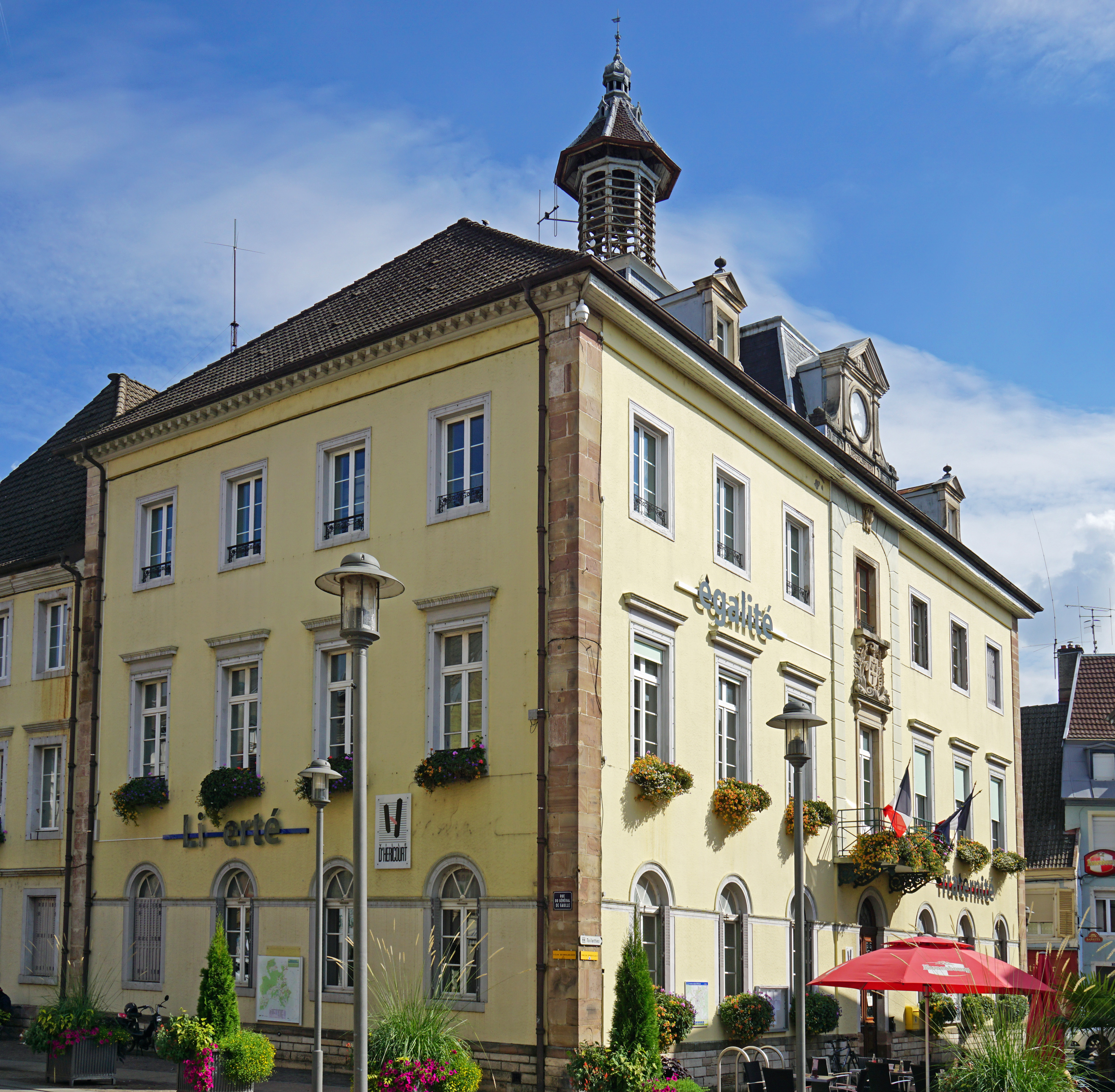
Rathaus von Héricourt

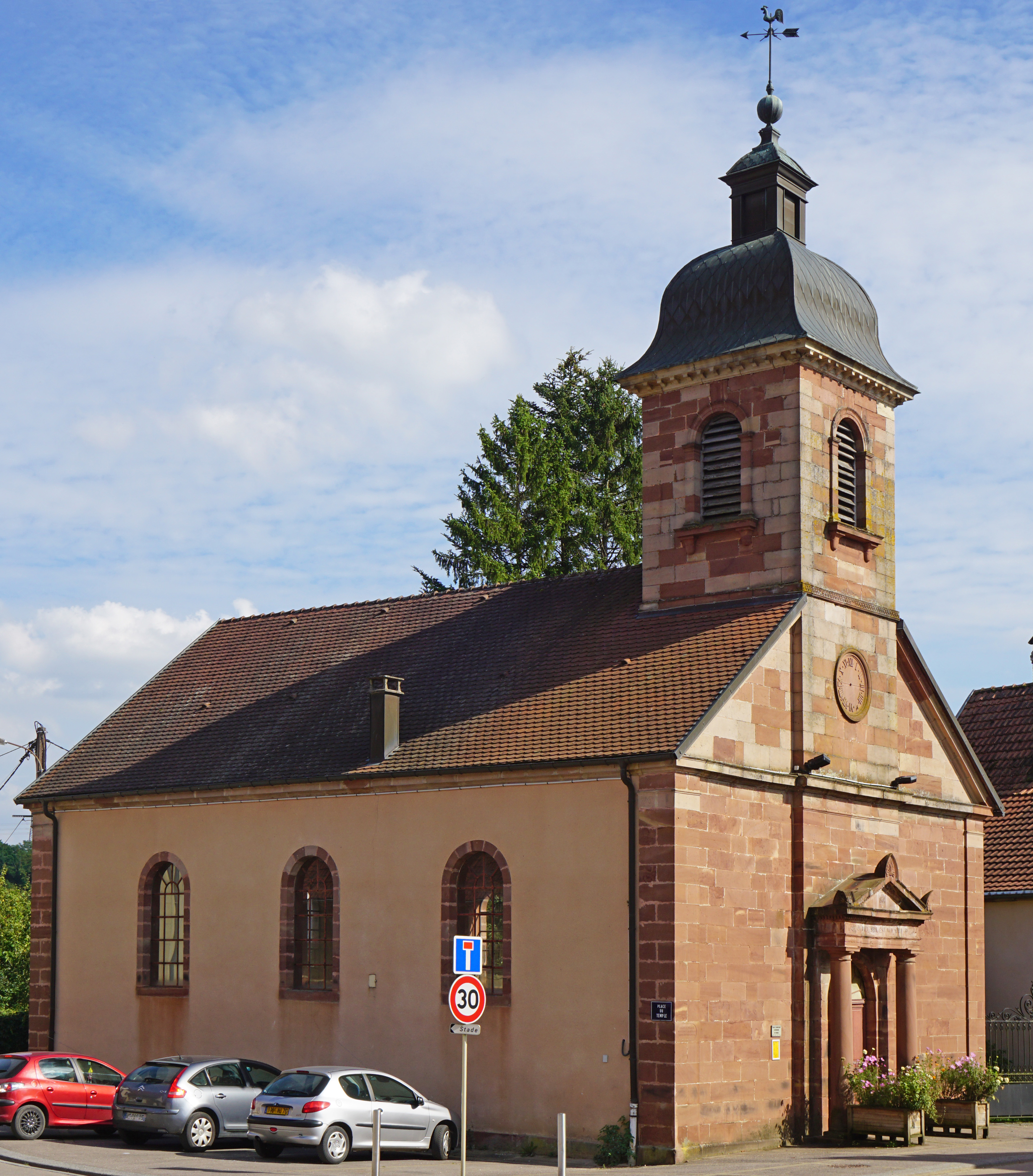
Lutherische Kirche im Ortsteil Bussurel

Die lutherische Stadtkirche Saint-Christophe von Héricourt wurde im 13. Jahrhundert im gotischen Stil erbaut und im 16. sowie im 18. Jahrhundert umfassend restauriert und umgestaltet. Restauration und Umgestaltung 1784 gehörten zu den Baumaßnahmen an zwanzig Kirchen in Grafschaft und einst abhängigen Gebieten, die im Auftrag Herzog Carl Eugens in seiner langen Herrschaft neu erbaut oder erneuert wurden. Die Stadtkirche Saint-Christophe besitzt eine bedeutende Innenausstattung, darunter zahlreiche Grabplatten. Die Kirchengemeinde gehört mit elf weiteren zum lutherischen Pfarrverbund Le Mont Vaudois. Von 1700 bis 1887 mussten die Lutheraner den Chorraum den Katholiken überlassen, bevor diese eine eigene Kirche bauten. Nahe bei der Kirche steht das Musée Minal, das 1923 eröffnet wurde und vor allem Bilder-, Foto- und Skulpturensammlungen zeigt. Die neugotische katholische Kirche Saint-Christophe beherbergt eine Statue der Heiligen Jungfrau aus dem 14. Jahrhundert. Eine weitere lutherische Kirche, 1834/1835 erbaut, befindet sich im Ortsteil Bussurel.
Ältestes Bauwerk der Stadt ist die ehemalige mittelalterliche Burg, die im 12. Jahrhundert auf einem Kalkvorsprung im Norden der Siedlung errichtet wurde. Sie wurde im 18. Jahrhundert weitgehend abgerissen, doch ist der mächtige viereckige Turm erhalten und restauriert. In der Altstadt befinden sich verschiedene Bürgerhäuser, die zum Teil ins 16. Jahrhundert zurückdatieren. Aus dem 18. Jahrhundert stammt das Hôtel de Ville (Rathaus). Das Fontaine-Lavoir du Savourot wurde 1841 im Zentrum errichtet und ist mit einem von 25 Säulen getragenen Portikus überdeckt.

## Persönlichkeiten

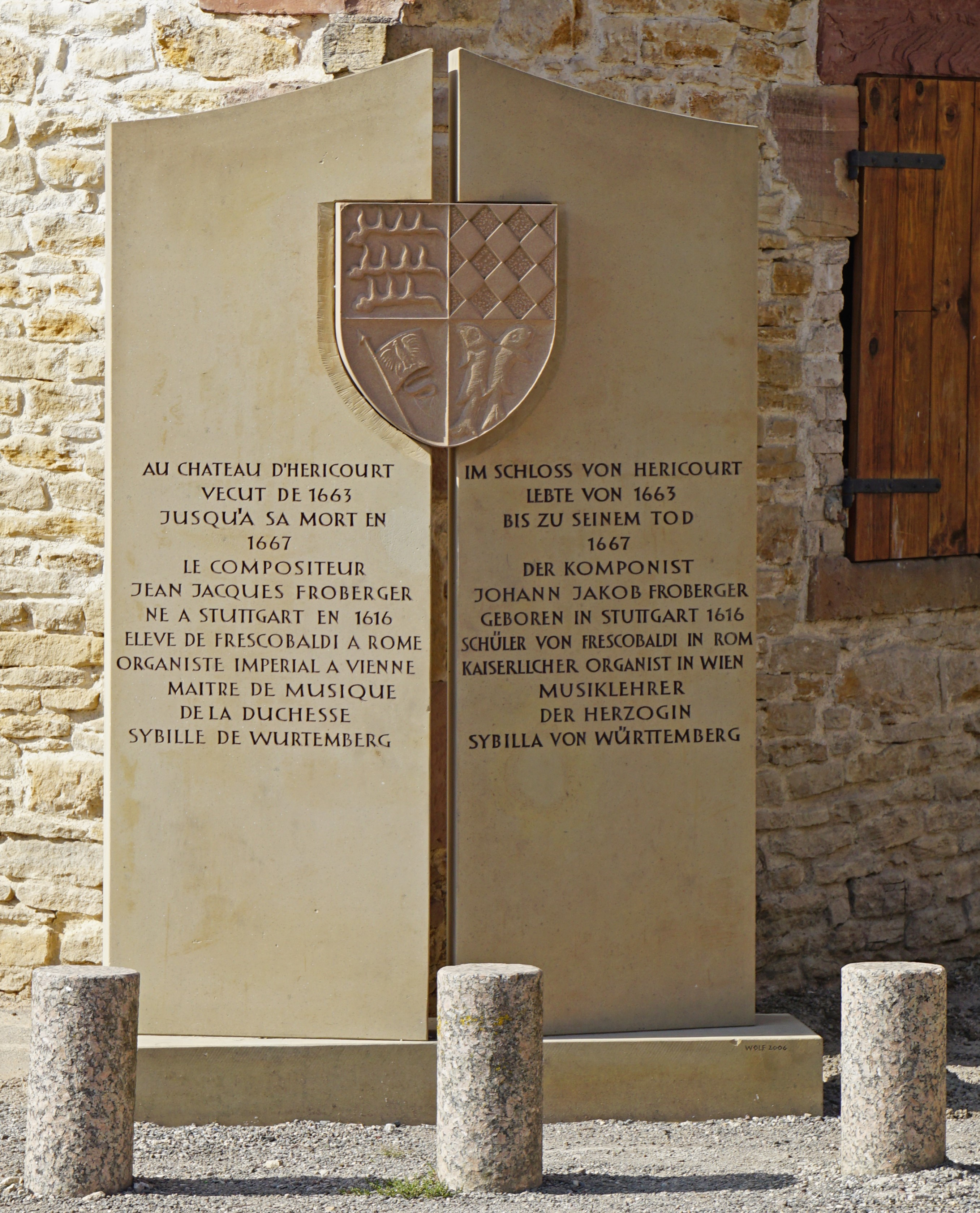
Gedenkstein (zweisprachig) an J. J. Froberger vor der ehemaligen Burg in Héricourt

- Johann Jakob Froberger (1616–1667), Musiker und Komponist
- Ernest Ginsburger (1876–1943), Großrabbiner
- Michel Godard (* 1960), Jazzmusiker
- Adolphe Kégresse (1879–1943), Industrieller
- Jacques Schwob d’Héricourt (1881–1943), Filmproduzent
- Jean-Luc Lagarce (1957–1995), Dramaturg
- Jean-Jacques Lamboley (1920–1999), Radrennfahrer
- René Piller (* 1965), Leichtathlet

## Gemeindepartnerschaften
- Guiglo, Elfenbeinküste, seit 1995
- Kandrzin-Cosel, Polen, seit 2006